# Сан-Мигел-ду-Пиньейру
Сан-Мигел-ду-Пиньейру (порт.  São Miguel do Pinheiro) - фрегезия (район) в муниципалитете Мертола округа Бежа в Португалии. Территория – 138,25 км². Население – 880 жителей. Плотность населения – 6,4 чел/км².